# Ole Gustav Gjekstad
Ole Gustav Gjekstad (født 29. november 1967 i Sandefjord, Norge) er en norsk tidligere håndboldspiller og nuværende håndboldtræner. Han har siden august 2018 været cheftræner for det norske tophold Vipers Kristiansand.
Gjekstad trænede i sæsonen 1997/98 Norrøna-herreholdet, som spillede i Eliteserien. Derefter overtog han kvindeholdet fra Larvik HK i 1999. I Larvik vandt han det ene norske mesterskab efter det andet og var landets suverænt bedste kvindehåndboldhold. Efter seks sæsoner i klubben, vendte han tilbage til herrehåndbold i 2005, hvor han trænede Drammen HK. Under hans ledelse vandt Drammen også både det norske mesterskab og den norske pokalturnering i 2007 og 2008 samt en sølvmedalje i 2006. I 2008 forlod han Drammen, inden han først tre år efter vendte tilbage som cheftræner Larvik HK i 2011. Sammenlagt nåede Gjekstad at vinde i alt 24 titler med klubben, da han i sommeren 2015 stoppede. Med klubben vandt han også EHF Champions League 2010-11 og nåede finalen igen i 2013 og 2015.
I 2018/19-sæsonen overtog han storsatsende Vipers Kristiansand med hvem han også førte ind i norsk- og international medaljeregn. Her var han med til at vinde klubbens andet mesterskab i 2019 og efterfølgende i 2020, 2021, 2022. I hans første sæson i klubben, kvalificerede han holdet til Final 4-stævnet i Budapest i 2019, hvor de vandt bronze. Kulminationen med Vipers skete da klubben vandt EHF Champions League 2020/21 og året efter i 2021/22-sæsonen. Han meddelte i efteråret 2022, at han stopper som cheftræner for klubben.
I januar 2023 blev Gjekstad annonceret som ny cheftræner for den danske topklub Odense Håndbold.

## Meritter og bedrifter
Kvinder
Eliteserien:
- Guld (14): 2000, 2001, 2002, 2003, 2004, 2005, 2012, 2013, 2014, 2015, 2019, 2020, 2021, 2022

NM Cup:
- Guld (11):' 2000, 2003, 2004, 2005, 2012, 2013, 2014, 2015, 2020, 2021, 2022

EHF Champions League
- Guld (3): 2011, 2021, 2022
- Sølv (2): 2013, 2015
- Bronze (1): 2019

Cup Winners' Cup:
- Guld (1): 2005

Mænd
Eliteserien:
- Guld (2): 2007, 2008
- Sølv (1): 2006

NM Cup:
- Guld (1): 2007